# 편광
편광(偏光, 영어: polarization (of light))은 전자기파가 진행할 때 파를 구성하는 전기장이나 자기장이 특정한 방향으로 진동하는 현상을 가리킨다. 일반적인 의미의 전자기파는 모든 방향으로 진동하는 빛이 혼합된 상태를 말하지만, 특정한 광물질이나 광학필터를 사용해 편광된 상태의 빛을 얻을 수 있다. 

## 편광이론
자유공간이나 무한한 길이의 균일한 매질을 진행하는 전자기파는 진행방향에 서로 수직하는 전기장과 자기장을 갖는다. 일반적으로 벡터를 이용해 편광상태를 설명하는데, 전자기파를 이루는 전기장과 자기장의 벡터는 서로 수직하고, 그 크기가 서로 비례하기 때문에, 전기장의 벡터만을 설명하고 자기장 벡터는 흔히 생략한다.
이때 자기장을 x축과 y축의 두 수직한 성분으로 구성된 임의의 벡터로 생각할 수 있다.(z축은 파의 진행방향으로 가정한다.) 자기장 벡터의 진폭은 코사인 곡선의 형태로 변화하며, 대부분의 전자기파에서 진동수와 진폭은 끊임없이 변화하는데 전자기파의 진행방향을 마주보았을 때 그 벡터의 진동이 항상 특정한 방향을 갖는 것은 아니며, 다음과 같은 세 종류로 나눌 수 있다.
직선편광(linear polarisation)자기장 벡터가 입사평면 내에서 특정한 방향의 반직선을 그리는 경우. 이 반직선의 방향은 두 성분의 벡터합에 따라 결정된다.즉, 진폭인 E0, H0가 일정한 실제 벡터(constant real vector)를 갖는다면, 직선편광이라고 한다.
원편광(circular polarisation)자기장 벡터가 입사평면에서 두 성분의 벡터합이 원형으로 계속 변화하는 경우. 두 성분의 진폭이 정확히 같고 위상차가 90˚일 경우이다. 이때 y성분의 위상이 x성분보다 90˚ 앞설 경우 편광상태는 시계방향으로 회전하고 이것을 좌원편광(left-circular polarization)이라고 하며, 반대로 x성분의 위상이 y성분보다 90˚앞설 경우 편광상태는 반시계방향으로 회전하며 이를 우원편광(right-circular polarization)이라고 한다.
타원편광(elliptical polarisation)직선편광과 원편광이 아닌 다른 모든 경우. 즉 합성된 자기장 벡터가 회전하면서 크기도 변하는 경우 편광상태는 타원을 그리게 되는데 이것을 타원편광이라고 한다. 사실 직선편광이나 원편광은 타원편광의 특수한 형태라 할 수 있으며, 타원편광이 편광현상의 가장 일반적인 형태이다.

## 같이 보기
- 커 효과
- 편광자
- 파장판